# Biserica de lemn din Târzia

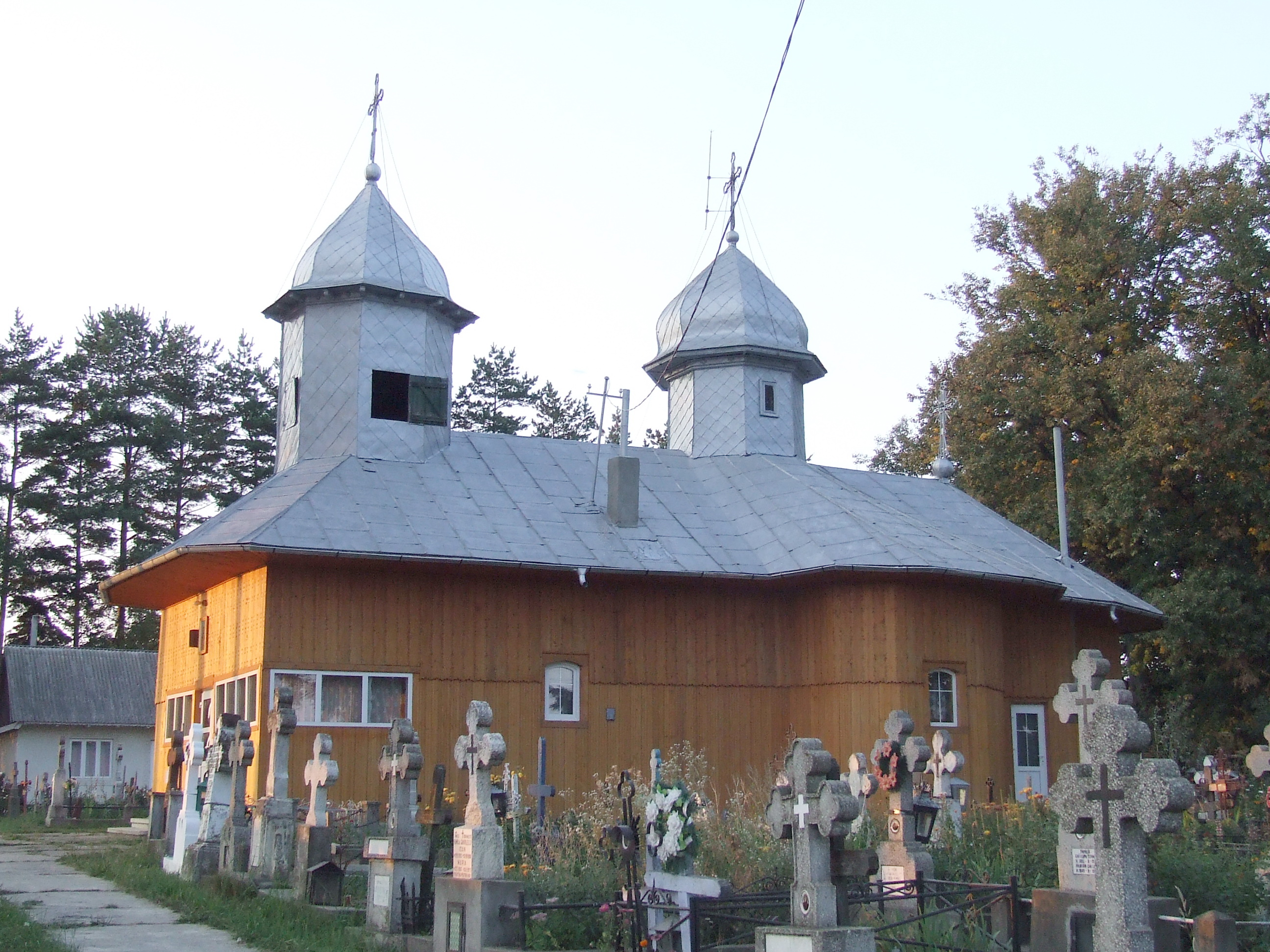
Biserica de lemn din Târzia, judeţul Neamţ

Biserica de lemn din Târzia din satul cu același nume din comuna Brusturi, județul Neamț.